# Holden NSW Open 1990
Das Holden NSW Open 1990 waren ein Tennisturnier der WTA Tour 1990 für Damen sowie ein Tennisturnier der ATP Tour 1990 für Herren, welche zeitgleich vom 8. bis zum 14. Januar 1990 in Sydney stattfanden.